# Audrey Henshall

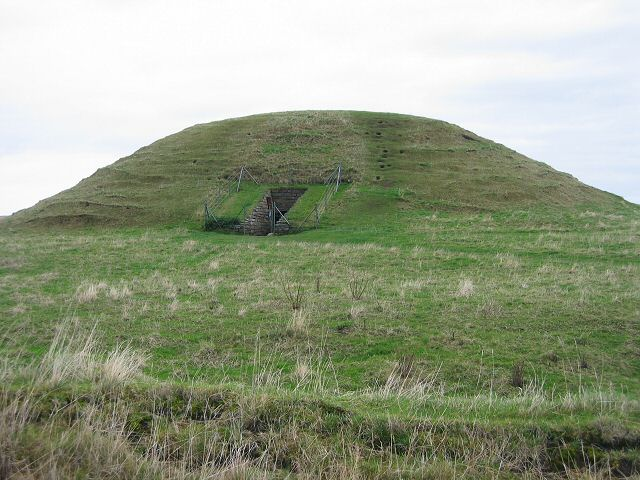
Este mojón de Maes Howe dio su nombre a un "grupo regional de tumbas de paso desarrolladas definidas por Audrey Henshall".

Audrey Shore Henshall  (1927 - 14 de diciembre de 2021) fue una arqueóloga británica conocida por su trabajo sobre mojones con cámaras escocesas, cerámica prehistórica y textiles antiguos.

## vida y trabajo
Henshall nació en Oldham, Lancashire, en 1927.  Después de dejar la escuela, se mudó a Escocia para estudiar arqueología en la Universidad de Edimburgo con Stuart Piggott, y se graduó con una maestría en 1949. Permaneció en Edimburgo por el resto de su vida. En 1952, Audrey fue nombrada conservadora adjunta en el Museo Nacional de Antigüedades de Escocia, ahora Museo Nacional de Escocia .  De 1960 a 1971 fue encargada adjunta de Arqueología en el Museo Nacional de Antigüedades de Escocia . Fue nombrada Subsecretaria de la Sociedad de Anticuarios de Escocia en 1970. Audrey respaldó los esfuerzos de la Sociedad para establecer el Equipo de Estudio de Campo Arqueológico, la Unidad de Excavación Urbana y la Unidad de Arqueología de Aberdeen.  Tras su jubilación en 1986, fue premiada por sus años de servicio al ser elegida Miembro Honorario en 1987.  También fue miembro de la Sociedad de Anticuarios de Londres. En 1992 se publicó un Festschrift en su honor  y en 1992 recibió una OBE "por sus servicios a la arqueología".  Se la ha llamado "una autoridad líder en varios campos de la arqueología temprana".  La Sociedad de Anticuarios de Escocia le otorgó la Medalla Dorothy Marshall en 2016 por su destacada contribución voluntaria al trabajo arqueológico o relacionado escocés.  Henshall murió en Edimburgo el 14 de diciembre de 2021, a la edad de 94 Poco después de que Henshall se graduara con una maestría en la Universidad de Edimburgo, regresó al Departamento de Arqueología, habiendo sido nombrada investigadora bajo la dirección de Stuart Piggott .  Le propuso estudiar los monumentos funerarios neolíticos y, en 1951, había comenzado a trabajar en su estudio pionero de los mojones con cámaras escoceses, titulado The Chambered Tombs of Scotland, 1963 y 1972.  Fueron bien recibidos por los críticos con comentarios como "gran resultado... trabajo académico de ciencia y arte",  y en conjunto considerados como un "trabajo clásico de referencia para el tema".  A estos les siguieron cuatro libros en coautoría sobre mojones con cámaras en partes específicas del norte de Escocia. Entre 1989 y 2001, Henshall produjo cuatro volúmenes regionales revisando sus trabajos anteriores y agregando numerosas tumbas recientemente identificadas a la lista cada vez mayor de monumentos. 
- Las tumbas con cámara de Escocia . Vol.1, Prensa de la Universidad de Edimburgo 1963
- Las tumbas con cámara de Escocia. Vol.2, Prensa de la Universidad de Edimburgo 1972
- Los mojones con cámaras de Orkney : un inventario de las estructuras y su contenido, con JL Davidson, Edinburgh University Press, 1989
- Los mojones con cámaras de Caithness : un inventario de las estructuras y sus contenidos, con JL Davidson, Edinburgh University Press, 1991
- Los mojones con cámaras de Sutherland : un inventario de las estructuras y su contenido, con JNG Ritchie. Prensa de la Universidad de Edimburgo 1995
- Los mojones con cámaras de las Tierras Altas Centrales: un inventario de las estructuras y su contenido, con JNG Ritchie. Prensa de la Universidad de Edimburgo 2001

Henshall también publicó:
- Un cementerio de Long Cist en Parkburn Sand Pit, Lasswade, Midlothian. Actas de la Sociedad de Anticuarios de Escocia; 89, 1958 [9]
- Notas: (4) Una tumba de daga de la ley de Mauldslie, Carluke, Lanarkshire. Actas de la Sociedad de Anticuarios de Escocia; 95, 1964 [10]
- La excavación de un mojón con cámaras en Embo, Sutherland con JC Wallace. Actas de la Sociedad de Anticuarios de Escocia ; 96, 1965 [11]
- Notas: (6) El collar de azabache encontrado en Greenhowe, Pluscarden Moray. Actas de la Sociedad de Anticuarios de Escocia; 98, 1967 [12]
- Tumbas con cámaras escocesas y largos montículos. En Renfrew, Colin, Prehistoria británica, Duckworth, 1974

### Cerámica prehistórica
Henshall tenía conocimientos sobre la cerámica prehistórica,  que se encontró entre los ajuares funerarios de las tumbas y se describió en los libros sobre mojones con cámaras. Una escritora considera que sus "principales contribuciones" han sido "en el campo de los estudios funerarios y cerámicos".  Algunos de sus artículos sobre cerámica se pueden encontrar en las Actas de la Sociedad de Anticuarios de Escocia, por ejemplo, artículos sobre:
- Notas: (1) Fragmentos neolíticos de Dalkeith (vol.98) [14]
- Notas: (4) Un recipiente de comida y parte de un collar de azabache del bosque de Ardfin, Jura, Argyll. (vol.98) [15]
- Notas: (5) Un recipiente de comida de Carsegour Farm, Kinross (vol.98) [16]
- Notas: (1) Tres vasos de precipitados del área de Cawdor, Nairnshire (vol.99) [17]

### Textiles tempranos
Mientras trabajaba como curadora adjunta en el Museo Nacional de Antigüedades de Escocia, Audrey desarrolló un interés por los textiles prehistóricos y posteriores. Gran parte de su trabajo sobre textiles se publicó en las décadas de 1950 y 1960. En esto la animó la experta Grace Crowfoot, con quien fue coautora de varios artículos.  Su trabajo sobre la ropa del hombre Gunnister de 300 años de antigüedad encontrada en una turbera en las Shetland atrajo un gran interés, al igual que su identificación de los colores utilizados en textiles centenarios. El patrón de tartán descubierto en Dungiven provocó el resurgimiento de "un auténtico tartán de principios del siglo XVII".  Se ha dicho que las descripciones de los primeros diseños de textiles y prendas de vestir que surgieron de su examen forense se encuentran entre sus "trabajos más fascinantes". 
- Nota sobre una de las primeras medias con la técnica del " surgimiento " encontrada cerca del Micklegate Bar, York, Yorkshire Philosophical Society 1951
- Ropa y otros artículos de una tumba de finales del siglo XVII en Gunnister, Shetland, con Stuart Maxwell, 1954
- Primeros textiles encontrados en Escocia. Parte I: Elaboración local. Actas de la Sociedad de Anticuarios de Escocia ; 86, 1954 [20]
- Los primeros textiles encontrados en Escocia. Parte II Importaciones medievales con Grace M Crowfoot y John Beckworth. Actas de la Sociedad de Anticuarios de Escocia ; 88, 1956 [21]
- El traje de Dungiven : (un estudio de la vestimenta nativa del siglo XVII en el Úlster) con Wilfred Seaby. Con contribuciones de AT Lucas, AG Smith y A. Connor. Revista de Arqueología del Ulster . vols. 24-25 (1961–62)
- Cinco etiquetas de sello tejidas con tablillas, Real Instituto Arqueológico 1965

Se pueden encontrar más de sus artículos sobre textiles en las Actas de la Sociedad de Anticuarios de Escocia, por ejemplo:
- Primeros textiles encontrados en Escocia. Parte I: Hecho localmente (vol.86) [20]
- Los primeros textiles encontrados en Escocia. Parte II Importaciones medievales con Grace M Crowfoot y John Beckworth (vol.88) [21]
- Un cementerio de Long Cist en Parkburn Sand Pit, Lasswade, Midlothian (vol.89) [9]
- La excavación de un mojón con cámaras en Embo, Sutherland con JC Wallace. Actas de la Sociedad de Anticuarios de Escocia (vol.96) [11]
- Ropa encontrada en Huntsgarth, Orkney (Vol. 101) [22]